# حسنی عباس
حُسنی عباس (زاده ۱۵ ژوئیه ۱۹۳۲– تاریخ درگذشت نامعلوم) وزنه‌بردار اهل مصر بود. او در بازی‌های المپیک تابستانی ۱۹۶۰ و ۱۹۶۴ شرکت کرد.